# Mebeverine
Mebeverine is een spasmolyticum dat vooral gebruikt wordt bij de behandeling van het prikkelbaredarmsyndroom. Het wordt ook voorgeschreven voor darmkrampen met andere oorzaken. Mebeverine werd in 1965 geregistreerd als geneesmiddel. Het werd gemaakt en in de handel gebracht als Colofac, Duspatal en Duspatalin door Solvay Pharmaceuticals. Tegenwoordig wordt het gemaakt door Abbott in Olst. 
Atopische bijwerkingen komen weinig voor; in Nederland is tussen 1978 en 1997 melding gemaakt van 21 gevallen van ernstige bijwerkingen van mebeverine.
Het gaat daarbij om netelroos, maculopapulaire uitslag, soms vergezeld van koorts, polyartritis, trombopenie of angio-oedeem.

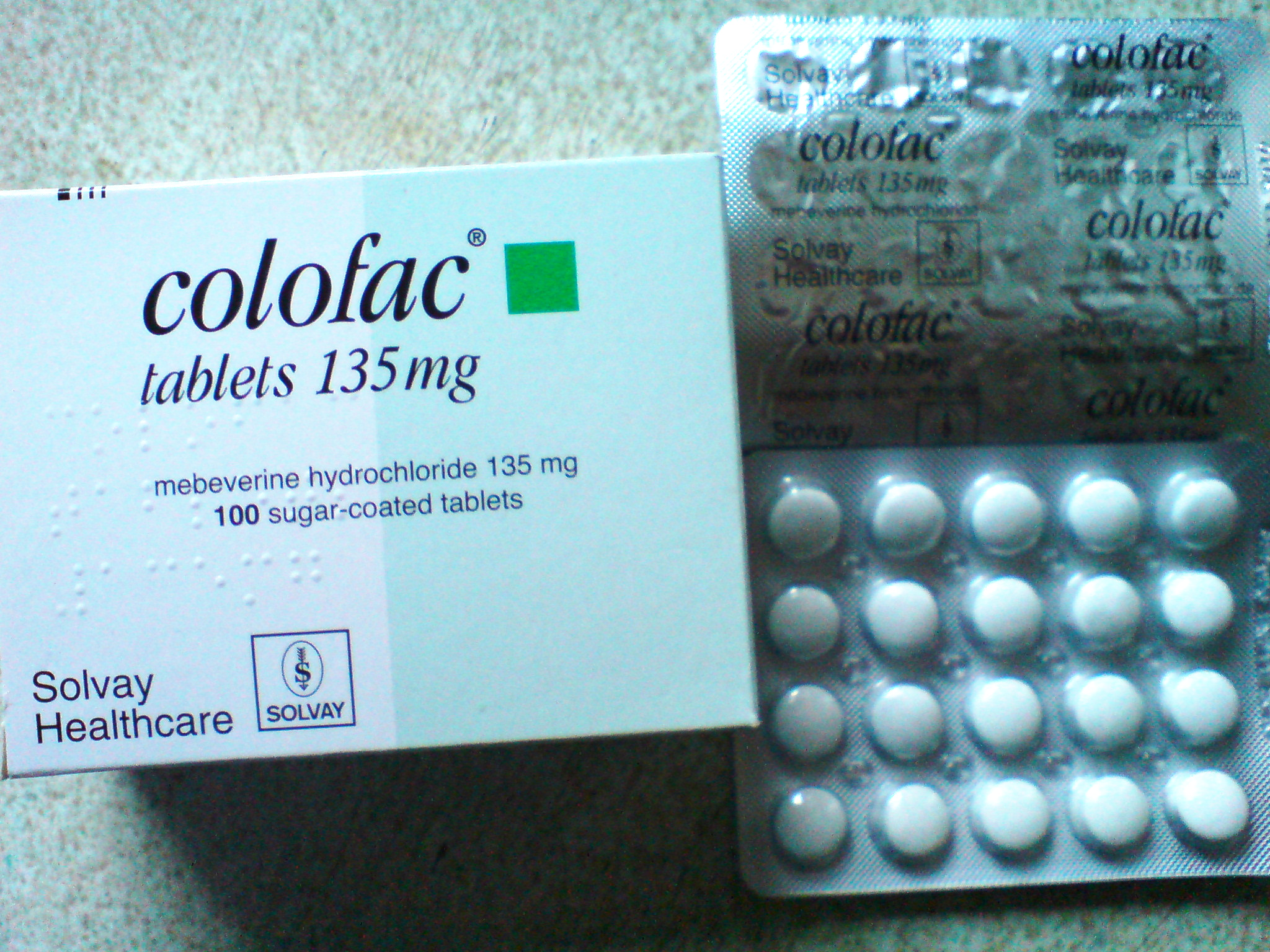
Mebeverine(Colona) 135mg